# Janez Standinat
Janez Standinat (tudi Standinath), ljubljanski župan, mestni svetovalec, sodnik, trgovec, ključar, * neznano, † 1527

## Kariera
Standinat je bil trgovec. Leta 1512 je omenjen kot kranjski deželni zastopnik na deželnem zboru v Gradcu. V obdobju 1511–1516, 1518–1520 in 1521–1522 je bil župan. Njegov naslednik je bil Volk Posch. Županovanje v letih 1515–1516 je sicer sporno, saj ga Janez Vajkard Valvasor navaja kot mestnega sodnika, vendar ni značilno, da bi župani postali sodniki v sledečem mandatu, zato je verjetno zasedal funkcijo župana. V naslednjih mandatih 1522–23, 1524–25 in 1526–27 je bil mestni svetovalec. Marca 1525 je omenjen kot ključar stolne cerkve sv. Nikolaja.
Njegovo županovanje so zaznamovali idrijski potres 24. marca 1511, ki je v Ljubljani podrl večje število trdno grajenih objektov, leta 1514 podelitev Malefičnih svoboščin, ljubljanskega kazenskega sodniškega reda, ki je danes eden izmed redkih ohranjenih srednjeevropskih kazenskih mestnih zakonikov, ter izgon Judov leta 1515. Istega leta je izbruhnil tudi vseslovenski kmečki upor, tekom katerega je bilo organizirano zborovanje tudi v Ljubljani ter neuspešen napad na ljubljanski grad.
Trgovsko je sodeloval s kasnejšim trgovcem in ljubljanskim županom Petrom Reicherjem.

## Zasebno življenje
Poročen je bil z Radigundo († pred 1521), hčerjo Janeza in Apolonije Glanhofer, članico tedaj premožne ljubljanske družine. Radigunda je vse svoje premoženje zapustila Janezu, po njeni smrti pa se je Janez poročil drugič. Umrl je leta 1527.
Standinathova hiša je stala ob trgu med hišo Petra Reicherja ter ulico proti kopališču (danes domnevno Lingarjeva ul. 262 ali Pred škofijo 3). 15. januarja 1529 je hiša pripadla Krištofu Pergerju. Standinath si je verjetno lastil še hišo v novotrškem okraju ter hišo, ki je ljubljanski cerkvi sv. Petra po urbarski služnosti tedensko dajala po funt olja.